# San-Nicolao
San-Nicolao is een gemeente in het Franse departement Haute-Corse (regio Corsica). San-Nicolao telde op 1 januari 2022 2.048 inwoners.

## Geografie
De oppervlakte van San-Nicolao bedroeg op 1 januari 2022 7,73 vierkante kilometer; de bevolkingsdichtheid was toen 264,9 inwoners per km².
De onderstaande kaart toont de ligging van San-Nicolao met de belangrijkste infrastructuur en aangrenzende gemeenten.

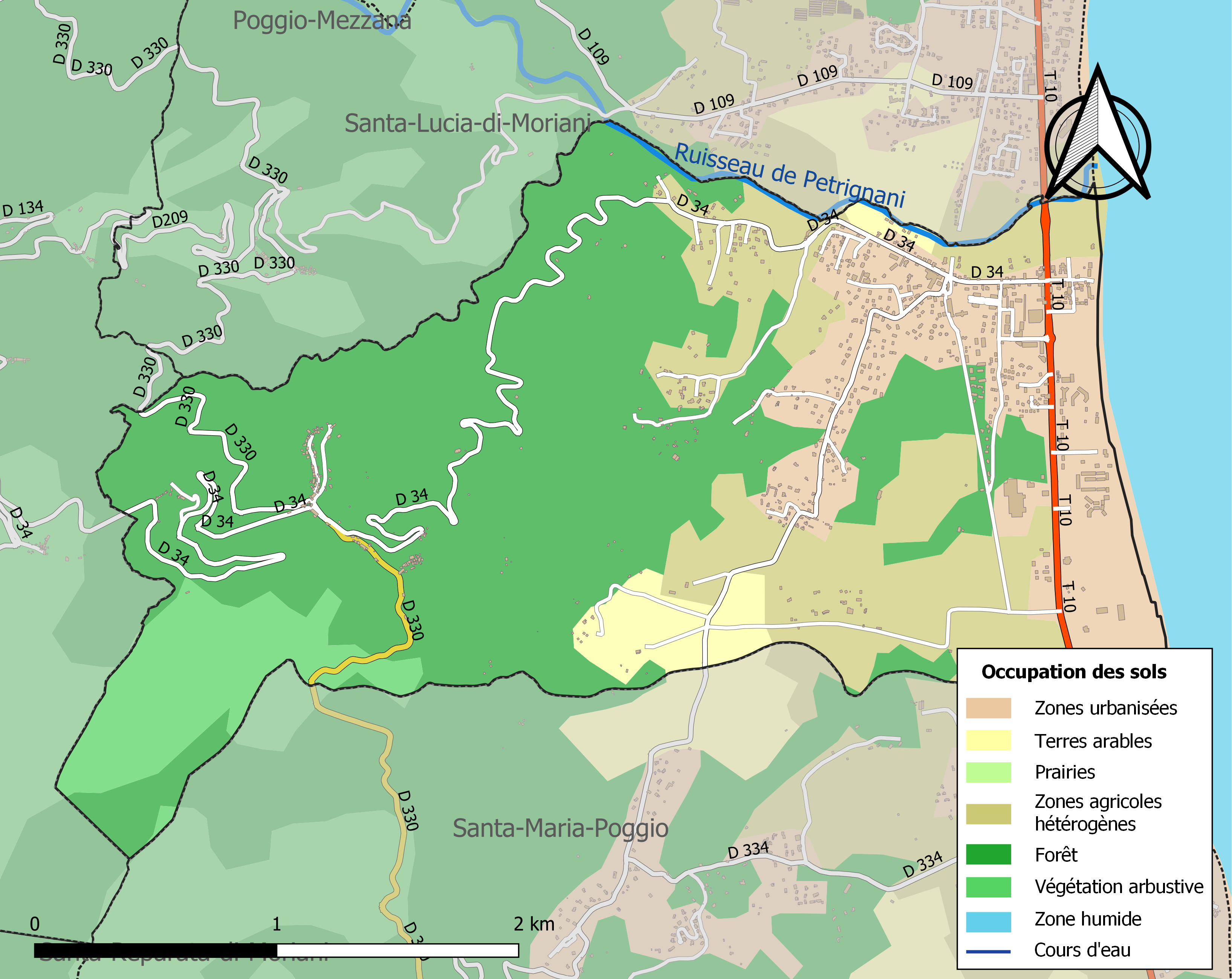

## Demografie
Onderstaande figuur toont het verloop van het inwonertal.
Vanwege een beveiligingsprobleem met de MediaWiki Graph-software is het momenteel niet mogelijk deze grafiek weer te geven. Zodra de software is bijgewerkt zal de grafiek vanzelf weer zichtbaar worden.